# Petar Zapryanov
Petar Dimitrov Zapryanov  (en bulgare : Петър Димитров Запрянов), né le 23 mars 1959 à Plovdiv en Bulgarie, est un tireur sportif. Il a gagné la médaille de bronze du tir à la carabine 50 m couché (en) aux Jeux olympiques d'été de 1980 à Moscou,,,